# Портнёф (река)
Портнёф (англ. Portneuf River) — река на юго-востоке штата Айдахо, США. Приток реки Снейк, которая, в свою очередь, является притоком реки Колумбия. Длина составляет около 154 км; площадь бассейна — около 3442 км². Средний расход воды составляет 11,8 м³/с.
Берёт начало в западной части округа Карибу, штат Айдахо, примерно в 40 км от города Покателло. Течёт вдоль восточной стороны горного хребта Портнёф сперва в южном направлении, затем, у южной границы хребта, поворачивает на запад, а затем на север. Далее протекает между хребтом Портнёф на востоке и хребтом Баннок на западе. Течёт в северо-западном направлении, протекает через город Покателло и впадает в Снейк в юго-восточной части водохранилища Американ-Фолс, примерно в 16 км к северо-западу от Покателло.